# Chế độ quý tộc
Chế độ quý tộc  là một dạng chính phủ mà đặt quyền lực vào tay một số nhỏ người thuộc một tầng lớp thống trị.
Thuật ngữ này gần như đồng nghĩa với dạng chính phủ quân chủ thế tập, và việc kế thừa truyền thừa là triết lý chính của nó, sau đó các gia đình hoàng gia thừa kế bổ nhiệm người thay thế khi họ thấy phù hợp. Vào thời điểm nguồn gốc của từ aristocracy thời Hy Lạp cổ đại, người Hy Lạp đã hình thành nó như là quy tắc việc cai trị phải được trao cho người có trình độ cao nhất - và thường so sánh chế độ này ưu việt hơn là chế độ quân chủ, do một người lãnh đạo. Vào những thời điểm sau đó, chế độ quý tộc thường được xem như là sự cai trị của một nhóm đặc quyền, gọi là tầng lớp quý tộc, và từ đó được coi là một chế độ phi dân chủ. Ý tưởng về các hình thức chính quyền lai tạo có cả khía cạnh của cả chế độ quý tộc và dân chủ được sử dụng trong hình thức của quốc hội nghị viện.